# Rolesville
Rolesville és una població dels Estats Units a l'estat de Carolina del Nord. Segons el cens del 2008 tenia 2.844 habitants.

## Demografia
Segons el cens del 2000, Rolesville tenia 907 habitants, 353 habitatges i 265 famílies. La densitat de població era de 214,8 habitants per km².
Dels 353 habitatges en un 35,4% hi vivien nens de menys de 18 anys, en un 62,3% hi vivien parelles casades, en un 7,1% dones solteres, i en un 24,9% no eren unitats familiars. En el 20,1% dels habitatges hi vivien persones soles el 8,5% de les quals corresponia a persones de 65 anys o més que vivien soles. El nombre mitjà de persones vivint en cada habitatge era de 2,57 i el nombre mitjà de persones que vivien en cada família era de 2,94.
Per edats la població es repartia de la següent manera: un 25,4% tenia menys de 18 anys, un 7,3% entre 18 i 24, un 33,1% entre 25 i 44, un 22,9% de 45 a 60 i un 11,4% 65 anys o més.
L'edat mediana era de 36 anys. Per cada 100 dones de 18 o més anys hi havia 99,7 homes.
La renda mediana per habitatge era de 46.838 $ i la renda mediana per família de 57.813 $. Els homes tenien una renda mediana de 41.932 $ mentre que les dones 24.018 $. La renda per capita de la població era de 21.092 $. Entorn del 10,9% de les famílies i el 12,5% de la població estaven per davall del llindar de pobresa.

## Poblacions properes
El següent diagrama mostra les poblacions més properes.